# 阿卡夫 (德克薩斯州)
阿卡夫（英語：Acuff）是一個位於美国德克萨斯州拉伯克縣東北部的非建制地區，是拉伯克大都會地區的一部分。

## 歷史
阿卡夫鎮因1891年抵達此地區的邁克爾·S·阿卡夫而得名。1902年此地的第一所學校建立，1903年又建立了第一個郵局，直至1912年被拆除。1942年，阿卡夫學校綜合系統與羅斯福獨立學區合并，目前由該學區提供阿卡夫鎮的教育服務。在20世紀40年代，浸礼会和卫理公会在該地區共用一个教堂，人口則於20世紀50年代增長至50人，當前估計人口數量為30人。

## 出生名人
目前，以劳埃德·麦恩斯以及他的女兒娜塔丽·麦恩斯而得名的麥恩斯家族生活於阿卡夫地區。西班牙裔新聞工作者比達爾·阿奎羅於1949年在阿卡夫地區出生。

## 農業
該地區的主要農作物為棉花。其早期定居者使用拖著犁的騾子在草原與豆類灌木附近清理了草地以爲了開闢土地。目前此地區大多數土地持有者是當地原住民的後代。

## 外部鏈接
- 美國地質調查局地名資訊系統：Acuff, Texas
- 線上版《Handbook of Texas》中的Acuff, TX
- Photos of West Texas and the Llano Estacado